# On tue à chaque page
Pour plus de détails, voir Fiche technique et Distribution.
On tue à chaque page est un court métrage français réalisé par André Cantenys, Pierre Guilbaud et Raoul Rossi, sorti en 1951.

## Synopsis
Pour les réalisateurs, il s'agit de « dénoncer les dangers d'une certaine presse illustrée destinée aux enfants ».

## Fiche technique
- Titre : On tue à chaque page
- Réalisation : André Cantenys, Pierre Guilbaud et Raoul Rossi
- Production : Ligue de l'enseignement
- Date de sortie : décembre 1951
- Visa n° 19819 délivré le 20 juin 1957